# Riddim Driven: Trilogy Pt. 2 & Ole Sore
Riddim Driven: Trilogy Pt. 2 & Ole Sore jest dwunastą składanką z serii Riddim Driven. Została wydana w sierpniu 2001 na CD i LP. Album zawiera po osiem piosenek nagranych na riddimach "Trilogy" i "Ole Sore" studnia Ward 21 Productions.
Utwory numer 7, 8, 15 i 16 występują jedynie w wersji CD.

## Lista
1. "All Out" - Bounty Killer
2. "911" - Ward 21, Elephant Man
3. "Loose Ball" - Buccaneer
4. "Cripple" - Merciless
5. "A Nuff Things" - Mr. Easy
6. "Bite Di Dust" - Frisco Kid
7. "Naah Stop" - Bling Dawg
8. "Musidem" - Chuck Fenda
9. "Not Me" - Elephant Man
10. "I Don't Care" - Mr. Lex
11. "Uncensored" - Lady Saw
12. "Ole Sore" - Red Rat
13. "Scared" - David King, Rasta Youth
14. "Bus Wi Gun (Ring Ring)" - Wayne Marshall, Baby G
15. "Another Robbery" - Ward 21
16. "Fat Nuh Rahtid" - Chicky D